# Eugène-Maurice Vincent
Eugène-Maurice Vincent ou Maurice Vincent, né le 8 novembre 1887 à Bayeux et mort le 1er novembre 1956 à Trouville-sur-Mer est un architecte et dessinateur français principalement actif en Normandie.

## Biographie
Après des études d'architecture à l'école des Beaux-Arts de Caen, il exerce la profession d'architecte et d'entrepreneur en bâtiment. Son style, marqué par le régionalisme, s'inspire largement du style normand, avec une influence Art déco.
Dans les années 1920 et 1930, il conçoit et construit de nombreux bâtiments à Trouville-sur-Mer qui se construit fortement à cette époque. Il travaille ainsi pour Fernand Moureaux, le fondateur de la Suze et maire de Trouville, ou le joaillier Louis Boucheron. En 1936, il est lauréat d'un concours pour la nouvelle halle aux poissons de Trouville. Le bâtiment est inscrit aux monuments historiques depuis 1992.
Engagé localement, il cofonda le musée de Trouville, dont il eut aussi la charge de l'aménagement. En 1926 et 1927, il réalisa la remise en état du débarcadère de la jetée-promenade de Trouville-sur-Mer.
Il était décoré de la croix de guerre et chevalier du Mérite. Une rue porte son nom à Trouville, sur les bords de la Touques.